# Andreas Reisinger
Andreas Reisinger (ur. 14 października 1963 w Wiedniu) – austriacki piłkarz występujący na pozycji pomocnika, reprezentant Austrii w latach 1989–1990, trener piłkarski.

## Kariera klubowa
Karierę piłkarską Reisinger rozpoczął w klubie Favoritner AC. W sezonie 1983/84 zadebiutował w jego barwach w austriackiej Bundeslidze i od tamtego sezonu zaczął grać w pierwszym składzie. W 1985 roku spadł z Favoritnerem do drugiej ligi, gdzie grał przez rok. W 1986 roku Reisinger przeszedł do Wiener SC z Wiednia. Spędził w nim 4 sezony i wówczas odszedł do innego zespołu ze stolicy Austrii, Rapidu. Pobyt w Rapidzie trwał 2 lata.
W 1991 roku Reisinger został piłkarzem Casino Salzburg. W 1994 roku wywalczył z zespołem z Salzburga mistrzostwo Austrii, a także wystąpił w jednym z finałowych spotkań Pucharu UEFA z Interem Mediolan, dwukrotnie przegranych przez austriacki klub 0:1.
W 1994 roku Reisinger wrócił do Wiener SC. Grał z nim w drugiej lidze Austrii, a od 1995 roku w Regionallidze. W 1997 roku zakończył karierę piłkarską.
Statystyki kariery
| Sezon   | Klub            | Kraj    | Rozgrywki     | Mecze | Bramki |
| ------- | --------------- | ------- | ------------- | ----- | ------ |
| 1983/84 | Favoritner AC   | Austria | Bundesliga    | 22    | 0      |
| 1984/85 | Favoritner AC   | Austria | Bundesliga    | 19    | 1      |
| 1985/86 | Favoritner AC   | Austria | 2. Bundesliga | ?     | ?      |
| 1986/87 | Wiener SC       | Austria | Bundesliga    | 35    | 3      |
| 1987/88 | Wiener SC       | Austria | Bundesliga    | 34    | 2      |
| 1988/89 | Wiener SC       | Austria | Bundesliga    | 36    | 6      |
| 1989/90 | Wiener SC       | Austria | Bundesliga    | 4     | 0      |
| 1989/90 | Rapid Wiedeń    | Austria | Bundesliga    | 29    | 3      |
| 1990/91 | Rapid Wiedeń    | Austria | Bundesliga    | 29    | 3      |
| 1991/92 | Casino Salzburg | Austria | Bundesliga    | 23    | 1      |
| 1992/93 | Casino Salzburg | Austria | Bundesliga    | 32    | 1      |
| 1993/94 | Casino Salzburg | Austria | Bundesliga    | 10    | 0      |
| 1994/95 | Wiener SC       | Austria | 2. Bundesliga | ?     | ?      |
| 1995/96 | Wiener SC       | Austria | Regionalliga  | ?     | ?      |
| 1996/97 | Wiener SC       | Austria | Regionalliga  | ?     | ?      |

## Kariera reprezentacyjna
W reprezentacji Austrii Reisinger zadebiutował 31 maja 1989 roku w przegranym 1:4 towarzyskim spotkaniu z Norwegią. W 1990 roku został powołany do kadry na Mistrzostwa Świata we Włoszech. Tam był rezerwowym i rozegrał jedno spotkanie, ze Stanami Zjednoczonymi (2:1). W latach 1989–1990 rozegrał w kadrze narodowej łącznie 10 spotkań.

## Sukcesy
Casino Salzburg
- mistrzostwo Austrii: 1993/94